# バッキー・アービング
マーケイス・"バッキー"・アービング（Mar'Keise "Bucky" Irving, 2002年8月19日 - ）は、アメリカ合衆国イリノイ州シカゴ出身のプロアメリカンフットボール選手。NFLのタンパベイ・バッカニアーズに所属している。ポジションはランニングバック。

## 経歴

### ハイスクール
高校時代、4年目の2020年シーズンは新型コロナウイルスの影響で試合に出場しなかった。
高校通算で3,264ランヤードを記録し、ミネソタ大学へ進学した。

### カレッジ
1年目の2021年シーズンは699ランヤード、4つのラッシングTDを記録した。
2022年シーズンよりオレゴン大学へ転校。このシーズンはラン、レシーブ合計で1,357ヤード、13のタッチダウンを記録した。
2023年シーズンは1,180ランヤード、11のラッシングTDを記録し、オールPac-12セカンドチームに選出された。

### タンパベイ・バッカニアーズ
| 5 ft 9 in (175 cm)                  | 192 lb (87 kg) | 29+1⁄2 in (75 cm) | 9+1⁄2 in (24 cm) | 4.55 s | 1.54 s | 2.67 s | 31.5 in (80 cm) | 9 ft 7 in (2.92 m) | 15 回 |
| All values from NFL Combine/Pro Day |                |                   |                  |        |        |        |                 |                    |       |

2024年のNFLドラフトにて4巡目全体125位でタンパベイ・バッカニアーズから指名され、その後ルーキー契約を結んだ。
1年目の2024年シーズンはラシャード・ホワイトに次ぐ2番手のランニングバックとして開幕を迎えたが、シーズンが進むにつれ役割が増加。第6週のニューオーリンズ・セインツ戦でラン、レシーブ合計で105ヤードを記録し、試合は51-27で勝利した。第12週のニューヨーク・ジャイアンツ戦ではラン、レシーブ合計で152ヤードを記録し、試合は30-7で勝利した。第13週のカロライナ・パンサーズ戦では153ランヤード、1つのラッシングTD、33レシーブヤードを記録し、試合は40-17で勝利。NFCの週間最優秀攻撃選手に選出された。シーズン全体で1,122ランヤード、8つのラッシングTD、47レシーブ、392レシーブヤードを記録。プレーオフではワイルドカード・ラウンドのワシントン・コマンダース戦で77ランヤード、1つのラッシングTDを記録し、バッカニアーズのルーキーによるプレーオフ1試合の最多ランヤードを更新したが、試合は敗れた。

## 詳細情報

### 個人成績

#### レギュラーシーズン
| シーズン | チーム | 試合 | 試合 | ラン | ラン        | ラン             | ラン             | ラン | レシーブ  | レシーブ    | レシーブ         | レシーブ         | レシーブ | ファンブル  | ファンブル |
| シーズン | チーム | 試合 | 先発 | 回数 | 獲得 ヤード | 平均 獲得 ヤード | 最長 獲得 ヤード | TD   | レシ ーブ | 獲得 ヤード | 平均 獲得 ヤード | 最長 獲得 ヤード | TD       | ファン ブル | ロスト     |
| -------- | ------ | ---- | ---- | ---- | ----------- | ---------------- | ---------------- | ---- | --------- | ----------- | ---------------- | ---------------- | -------- | ----------- | ---------- |
| 2024     | TB     | 17   | 3    | 207  | 1,122       | 5.4              | 56               | 8    | 47        | 392         | 8.3              | 42               | 0        | 2           | 1          |
| 通算     | 通算   | 17   | 3    | 207  | 1,122       | 5.4              | 56               | 8    | 47        | 392         | 8.3              | 42               | 0        | 2           | 1          |

#### ポストシーズン
| シーズン | チーム | 試合 | 試合 | ラン | ラン        | ラン             | ラン             | ラン | レシーブ  | レシーブ    | レシーブ         | レシーブ         | レシーブ | ファンブル  | ファンブル |
| シーズン | チーム | 試合 | 先発 | 回数 | 獲得 ヤード | 平均 獲得 ヤード | 最長 獲得 ヤード | TD   | レシ ーブ | 獲得 ヤード | 平均 獲得 ヤード | 最長 獲得 ヤード | TD       | ファン ブル | ロスト     |
| -------- | ------ | ---- | ---- | ---- | ----------- | ---------------- | ---------------- | ---- | --------- | ----------- | ---------------- | ---------------- | -------- | ----------- | ---------- |
| 2024     | TB     | 1    | 1    | 17   | 77          | 4.5              | 19               | 0    | 2         | 6           | 3.0              | 4                | 1        | 0           | 0          |
| 通算     | 通算   | 1    | 1    | 17   | 77          | 4.5              | 19               | 0    | 2         | 6           | 3.0              | 4                | 1        | 0           | 0          |